# Димитър Златарев (комунист)
Вижте пояснителната страница за други личности с името Димитър Златарев.
Димитър Василев Златарев е български и съветски комунист и терорист.

## Биография
Димитър Златарев е роден на 5 август 1896 г. в град Ямбол. Член на БКП (1919).
През 1919-1925 г. е в състава на Софийския окръжен комитет на БКП. Активен синдикалист и член на Синдикалния комитет на ОРСС. Участва в подготовката на Септемврийското въстание (1923). Привлечен е през 1924 г. в ръководството на Военната организация на БКП като ръководител по въоръжаването. През 1925 г. във връзка с нелегалната му дейност и активното му участие в Атентата в църквата „Света Неделя“ е осъден задочно на смърт по ЗЗД.
Емигрира в СССР, където взема дейно участие в живота на българската емиграция. Приема фамилното име Фьодоров. Приет е във ВКП (б) (1925). Завършва военно-политическа школа. Член е на Бауманския районен комитет на ВКП (б) в Москва. Работи в политотдела на железниците в гр. Перм (1936-37). Награден е с орден „Червено знаме“. Убит по време на Сталиновите репресии през 1938 г.